# Kostas Vomvolos
Kostas Vomvolos (griechisch Κώστας Βόμβολος, * 1959) ist ein griechischer Musiker, der vor allem im Bereich der Weltmusik und des Ethnojazz hervorgetreten ist. Seine Hauptinstrumente sind das Akkordeon und die Zither Kanun.

## Leben und Wirken
Vomvolos studierte am Konservatorium von Thessaloniki Musik und an der Staatsuniversität Medizin. Er beschäftigte sich wissenschaftlich mit der Rolle des Chorgesanges in der antiken griechischen Tragödie und komponierte die Musik zu mehr als fünfzig Schauspielaufführungen in Griechenland, Großbritannien und Irland.
1994 gründete er die Gruppe Primavera en Salonico (Aniksi sti Saloniki), mit der er an der Seite der Sängerin Savina Yannatou weltweite Tourneen unternahm und für die er fünf CDs arrangierte und orchestrierte. Außerdem ist er Mitglied der Gruppe Winter Swimmers (Heimerini Kolimvites) und des Ethnojazz-Trios Wutu Wupatou (mit Floros Floridis und Mihalis Siganidis). 2004 gründete er das Trio für Neue Musik Tabaco.
Vomvolos arrangierte und produzierte mehrere Alben mit traditioneller griechischer Musik, darunter Sephardic Folk Songs from Salonica und Songs from the Mediterranean Sea. Außerdem veröffentlichte er mehrere Alben mit eigenen Schauspielmusiken. Er unterrichtet an der Aristoteles-Universität Thessaloniki.

## Diskographie

### Unter eigenem Namen (Schauspielmusiken)
- Theater Works
- The Girls Bedroom
- R's Dream - A Walk in the Woods
- Eurypides "Phoenician Women"
- Saved

### Mit Primaveri en Saloniki
- Primavera en Saloniki
- Songs of the Mediterranean
- The Virgin Maries of the World
- Terra Nostra
- Sumiglia
- Tutti Baci

### Mit Wutu Wupatou
- Wutu Wupatou